# Коронов, Леонид Васильевич
Леонид Васильевич Коронов (род. 15 октября 1961, Севастополь) — советский и российский актёр театра и кино, продюсер, режиссер, автор-исполнитель, музыкант,  
искусствовед.

## Биография
Родился в семье Василия Сергеевича Коронова (Ярославль), офицера ВМФ, и Валентины Леонидовны (Ленинград, урожд. Шемякиной), учителя математики и физики, которые после окончания ленинградских вузов приехали по распределению в Севастополь. До 1982 года жил в Севастополе, периодически в Ленинграде, с 1983 по 1995 годы жил и работал в Мурманске и Мурманской области; с 1995 живёт и работает в Санкт-Петербурге.
В 1970-х годах выступал в составе детского хора Крымского радио и телевидения. Учился в театральной студии при Драматическом театре Черноморского флота им. Б. А. Лавренева (мастерская Л. Тарасовой, 1975), в Свердловском театральном институте (мастерская В. Анисимова, В. Марченко, 1989), в мастер-классах З. Я. Корогодского (1991).
С 1996 года руководил творческим объединением «Талант», с 1999 года — руководитель Музыкально-поэтического театра «Питерский шансон». Кроме того, сотрудничал и работал в театрах:
- Драматический театр им. Б. А. Лавренева Черноморского флота (до 1982);
- Севастопольский русский драматический театр имени А. В. Луначарского;
- Драматический театр Северного флота (1983—1995);
- Театр эстрады имени А. И. Райкина (с 1999);
- Санкт-Петербургский государственный драматический театр «Комедианты» (с 2001);

Сотрудничает также с антрепризными театрами, концертными залами Санкт-Петербурга, городов России и СНГ. Руководитель творческой мастерской, педагог по актёрскому мастерству, член жюри многих музыкальных, музыкально-поэтических фестивалей в городах России и СНГ..
После окончания СВВМИУ в 1983 году проходил службу на атомных подводных лодках Северного флота (6 боевых служб, представление к медали «За боевые заслуги»), исполнял обязанности начальника Дома офицеров флота, был советником по культуре Администрации города.

## Творчество
В 1996 году создает творческое объединение «Талант».
В 1998 году создал программу «Русская песня-поэзия-театр», занимаясь развитием теории и практики музыкально-поэтических жанров (Развивая новое направление искусствоведения-Песноведение). Написаны ряд статей и книг на данную тему. Дал научное определение, что можно назвать - "Художественная песня России". .
В конце 1990-х  разработал теорию Панорамного театра..
В 1999 году работал в Петербург-концерте..
В 2001—2006 годах режиссёр, продюсер международных Дельфиских игр..
В 2005—2010 годах администратор телепрограммы 5 ВГТРК «Диалог с городом»..

### Роли в кино
| Год       |    | Название                                          | Роль                                    |
| --------- | -- | ------------------------------------------------- | --------------------------------------- |
| 1970      | ф  | Тайна железной двери                              | мальчик                                 |
| 1974      | ф  | Засекреченный город                               | футболист                               |
| 1974      | ф  | Большой аттракцион                                | эпизод                                  |
| 1982      | ф  | Женатый холостяк                                  | парень в автобусе                       |
| 1983      | ф  | Торпедоносцы                                      | военный лётчик                          |
| 1989      | тф | Гость города                                      | камео                                   |
| 2002—2002 | с  | Убойная сила                                      | сотрудник ФСБ                           |
| 2005      | ф  | Русский дядюшка                                   | Алексей, шофёр русского дяди            |
| 2005—2005 | с  | Улицы разбитых фонарей 7                          | секретарь Титовой                       |
| 2005—2007 | с  | Морские дьяволы                                   | полковник ГУВД                          |
| 2006—2006 | с  | Бандитский Петербург. Фильм 9. Голландский пассаж | капитан-гаишник                         |
| 2006—2006 | с  | Синдикат                                          | охотник                                 |
| 2007—2007 | с  | Последнее путешествие Синдбада                    | Богданов, сотрудник УБЭП                |
| 2007—2007 | с  | Гончие                                            | судмедэксперт                           |
| 2007—2007 | с  | Мушкетёры Екатерины                               | кабацкий мужик                          |
| 2007—2007 | с  | Опера. Хроники убойного отдела                    | капитан                                 |
| 2007—2010 | с  | Гаишники                                          | начальник МЧС, генерал-майор            |
| 2011—2011 | с  | Литейный 3 сезон                                  | «Гуцул», главарь бандитской группировки |
| 2010—2010 | с  | Тайны следствия 9                                 | Сергей Федорчук, центральная роль       |
| 2010—2010 | с  | Цвет пламени                                      | участковый                              |
| 2011      | тф | Сибиряк                                           | милиционер                              |
| 2011—2011 | с  | Возмездие                                         | консьерж                                |
| 2011—2011 | с  | Дорожный патруль 10                               | Олег Михайлович Максимов                |
| 2011—2011 | с  | Литейный 5 сезон                                  | механик                                 |
| 2011—2011 | с  | Наркотрафик                                       | Назар Саетлеев                          |
| 2011—2011 | с  | Чужое лицо                                        | таксист                                 |
| 2013—2013 | с  | Дознаватель 2                                     | хозяин офисов                           |
| 2013—2013 | с  | Шеф 2                                             | заместитель начальника тюрьмы           |
| 2014—2014 | с  | Плата по счётчику                                 | Иван Семёнович, участковый              |
| 2014—2014 | с  | Трюкач                                            | подполковник Федорин                    |
| 2014—2014 | с  | Улицы разбитых фонарей                            | Щербак, генерал-майор в отставке        |
| 2014—2014 | с  | Шаманка                                           | Александр Николаевич Дубровин           |
| 2015—2015 | с  | Город особого назначения                          | майор милиции                           |
| 2016—2016 | с  | Такая работа                                      | Иван Трофимович, инструктор             |
| 2017—2017 | с  | Тайны следствия 17                                | Виталий Егорович Семёнов                |
| 2020—2020 | с  | Тайны следствия 20                                | Семёныч, лесник                         |

### Режиссура
- 1994 — «Очаровательный островок» (по А. С. Пушкину); Драматический театр Северного флота;
- 1999 — «Весна, время желаний»; Санкт-Петербургский театр эстрады им. А. Райкина;
- 2000 — «Память. Владимир Высоцкий»; Санкт-Петербургский театр «Питерский шансон»;
- 2001 — «Здравствуйте»; Санкт-Петербургский Государственный театр «Комедианты»;
- 2002 — «Антология чувств»; Санкт-Петербургский Государственный театр «Комедианты»;
- 2002 — «Рождение мастера»; Санкт-Петербургский театр «Питерский шансон»;
- 2002 — «Музыкальный жирандоль»; Санкт-Петербургский Государственный театр «Комедианты»;
- 2003 — «Ностальгия» (по А. Вертинскому); Санкт-Петербургский театр «Питерский шансон»;
- 2003 — «Галерея музыкальной поэзии»; Санкт-Петербургский Государственный театр «Комедианты»;
- 2005 — «Властители муз» (по стихам поэтов Серебряного века); Санкт-Петербургский театр «Питерский шансон»;
- 1985—1994 — Организация и режиссура театрализованных представлений и праздников, фестивалей городского и международного уровня;
- c 1995 — Эстрадная режиссура в различных масштабных проектах городского уровня.

### Музыка, поэзия, песни
В 1976 году увлёкся гитарой и песней, в 1977 создал вокально-инструментальный ансамбль. В 1973—1982 годы играл в городском народном театре (Севастополь), театрах Севастополя, 1983—1990 концерты в городах СССР. В 1993—1995 годы организовывал различные многожанровые концертные программы. Исполнительный директор и участник программы «Волшебная колесница» (1995-1998; совместно с Э. С. Пьехой, А. Я. Розенбаумом, М. С. Боярским, Ю. Н. Гальцевым, С. Л. Рогожиным и др.).В 1999 году создал Санкт-Петербургский музыкально-поэтический театр «Питерский шансОН».
Играл в музыкальных спектаклях:
- «Весна — время желаний» (1999, Театр эстрады имени А. И. Райкина)
- «Здравствуйте» (2001, театр «Комедианты»)
- «Музыкальный жирандоль» (2002, театр «Комедианты»)
- «Галерея музыкальной поэзии» (2001—2003, театр «Комедианты»)

Первые песни написаны в конце 1970-х. Наиболее известные песни:
- «А в прошлой жизни был я моряком…»
- Ангел мой («Черной кошкой ночь свернулась в клубок…»)
- «Безверие, как безветрие…» — (стихи С. Каплана, музыка Л. Коронова)
- Блюз («Блюз морской волны целовал причал…»)
- Время года зима (стихи И. Бродского)
- Гимн авторам-исполнителям («Жил кузнечик-удалец — он большой молодец…»)
- Город в снах и ожиданиях
- День ушёл (стихи С. Есенина)
- Дорога к Богу (стихи С. Каплана)
- «Жил-был у бабушки, сами знаете кто…»
- Как знать, что мы встретимся здесь (стихи С. Каплана)
- Керосинка в дворницкой угловой (стихи Б. Кенжеева)
- Когда я там жил (стихи В. Шендрика)
- Копеечка («Ах, ты моя „копеечка“, сердечная моя…»)
- Маргаритка («Если Вы до сих пор парите во сне…»)
- «Мы живем на этом свете…» (стихи С. Каплана, музыка Л. Коронова)
- Ночь («Ночь… Гитара тихонько поёт…»)
- Ода чайничку
- Песенка Сальери («Ничего, ничего, лиха беда — начало…», посвящение Бродскому)
- «Поговори со мною ты…»
- Последний герой
- Преодоление (стихи В. Шемшученко)
- Приход зимы
- Пролог (стихи С. Погорелого)
- Пролог в стиле неглубокого ретро («Павильон повелевает, пивная пена через край…»)
- Пулька («Боже, что это со мной? Лопнула удача…»)
- Северный вальс («Белое солнце по кругу, по кругу…»)
- Счастье на песке
- «Ты послушай меня в этот завтрашний день…»
- Универсальный солдат («Я универсальный солдат…»)
- Флейта полковая
- Фонари («Фонари, ряд светящихся окон и звёзды вокруг…»)

#### Дискография
- 1997 — «Взгляд со стороны», M-Records, Санкт-Петербург[5];
- 1999 — «Ты послушай меня» (магнитоальбом)[1];
- 2003 — «Антология чувств», студия Александра Дядина, Санкт-Петербург;
- 2004 — «Пролог», студия Александра Дядина, Санкт-Петербург;
- 2009 — «На ниточках по сцене»; студия Андрея Александрова, Санкт-Петербург.

### Продюсирование
С 1995 года продюсировал, а также выступал в качестве режиссёра-постановщика праздничных городских мероприятий и концертных программ в городах России и ближнего зарубежья, мероприятия Международных Дельфийских игр (2001—2006). В качестве продюсера сотрудничал со звёздами российской эстрады (1995—2012 г.г.)(Михаил Боярский, Семён Альтов, Вика Цыганова, Эдуард Хиль, Максим Леонидов, Людмила Сенчина, Юрий Гальцев и многие другие звёзды петербургской эстрады). Работал продюсером в Петербург-концерте (1999), в продюсерском центре «Невские звёзды» (с 2001).
В 2005—2010 годы — администратор программы «Диалог с городом» (Пятый канал).

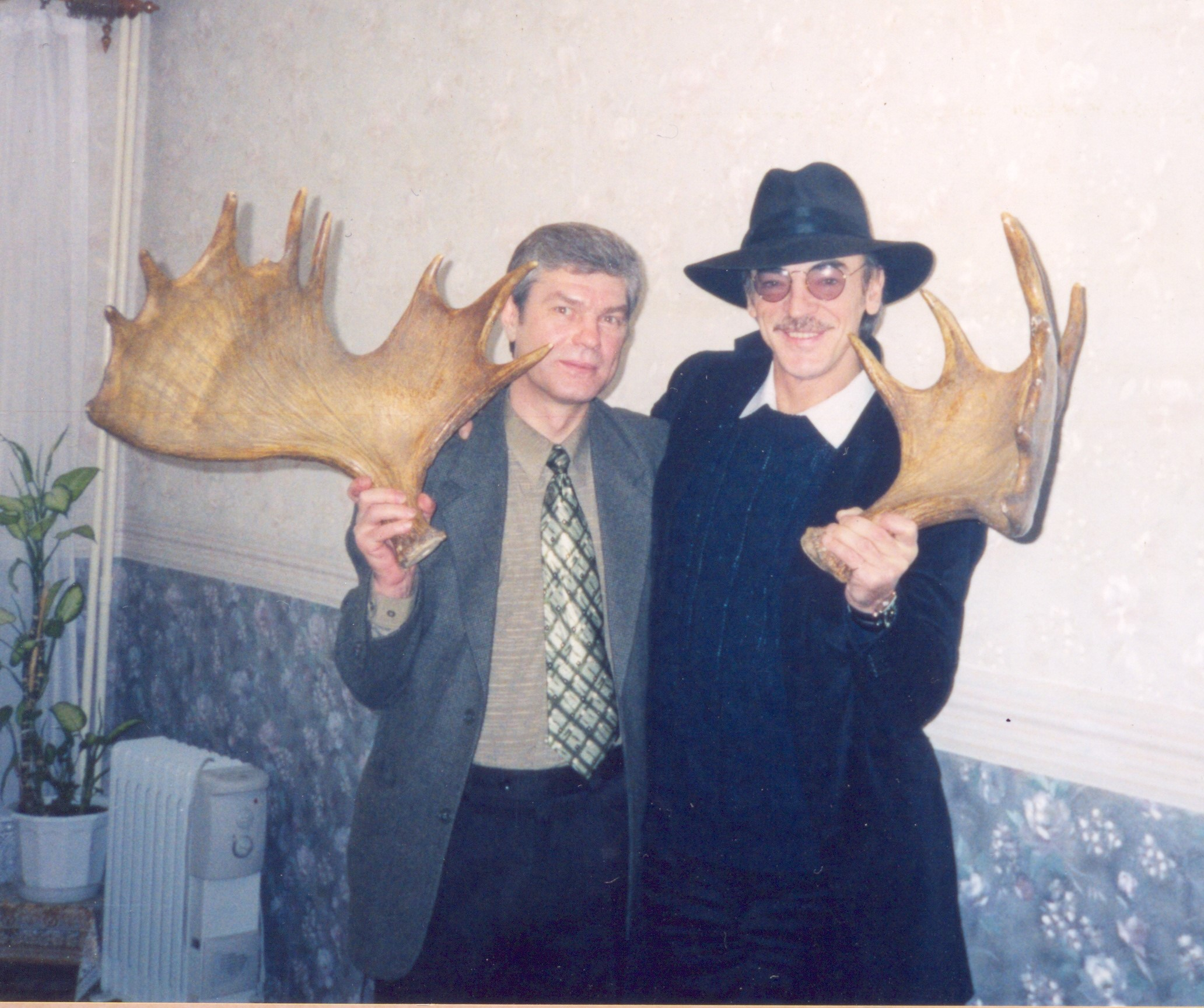
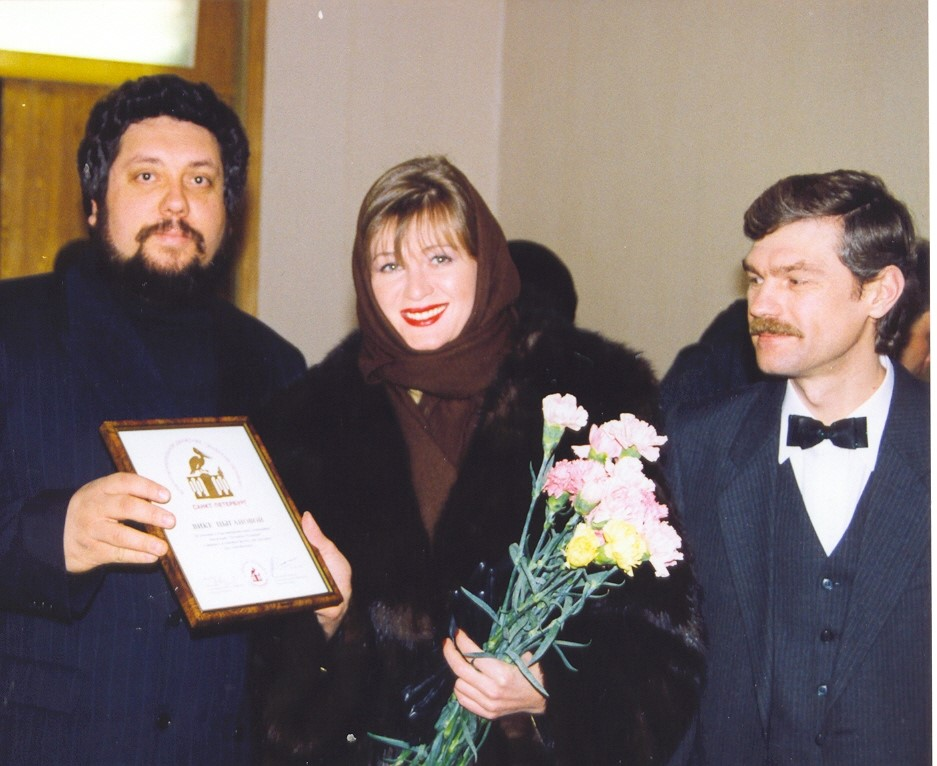
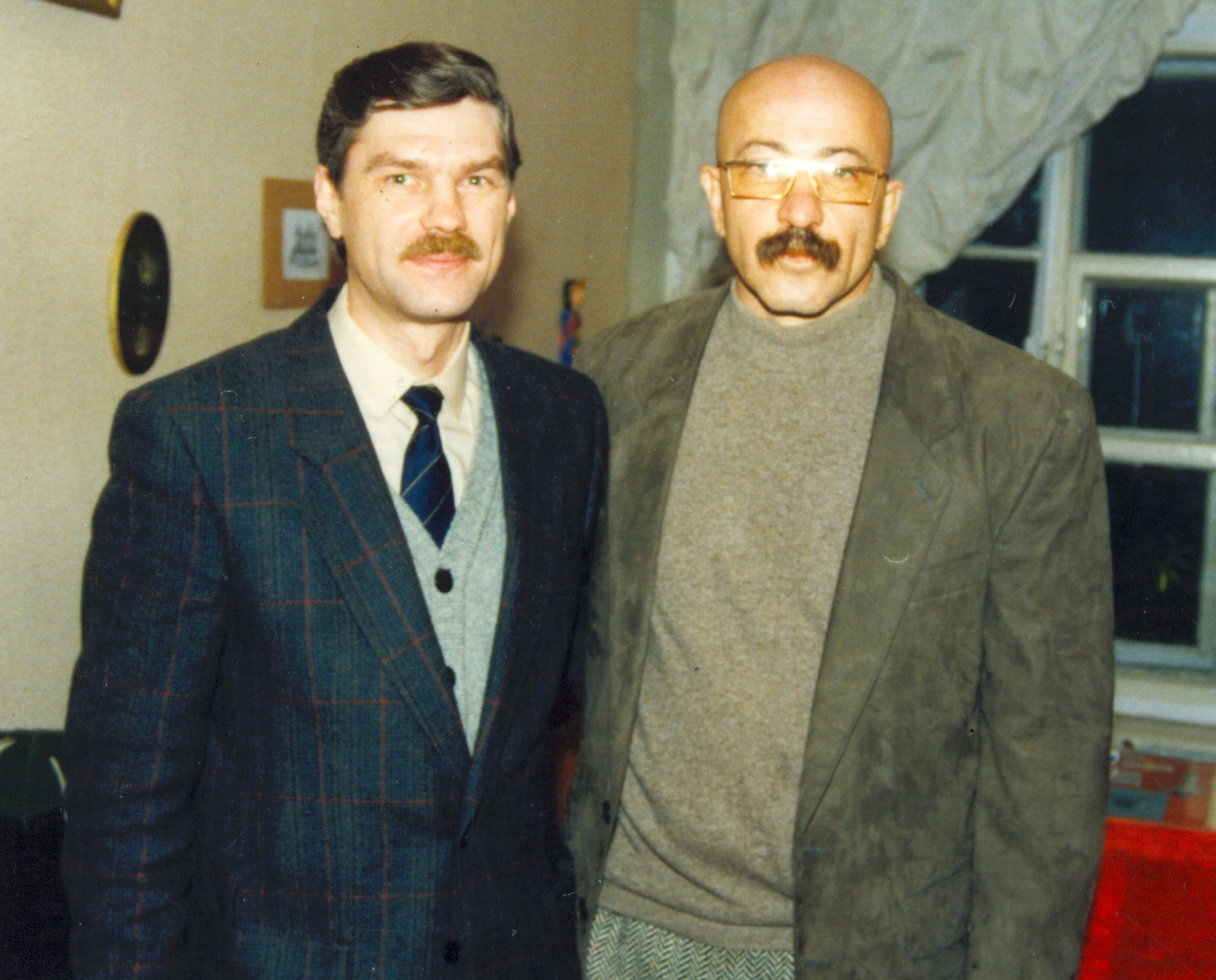
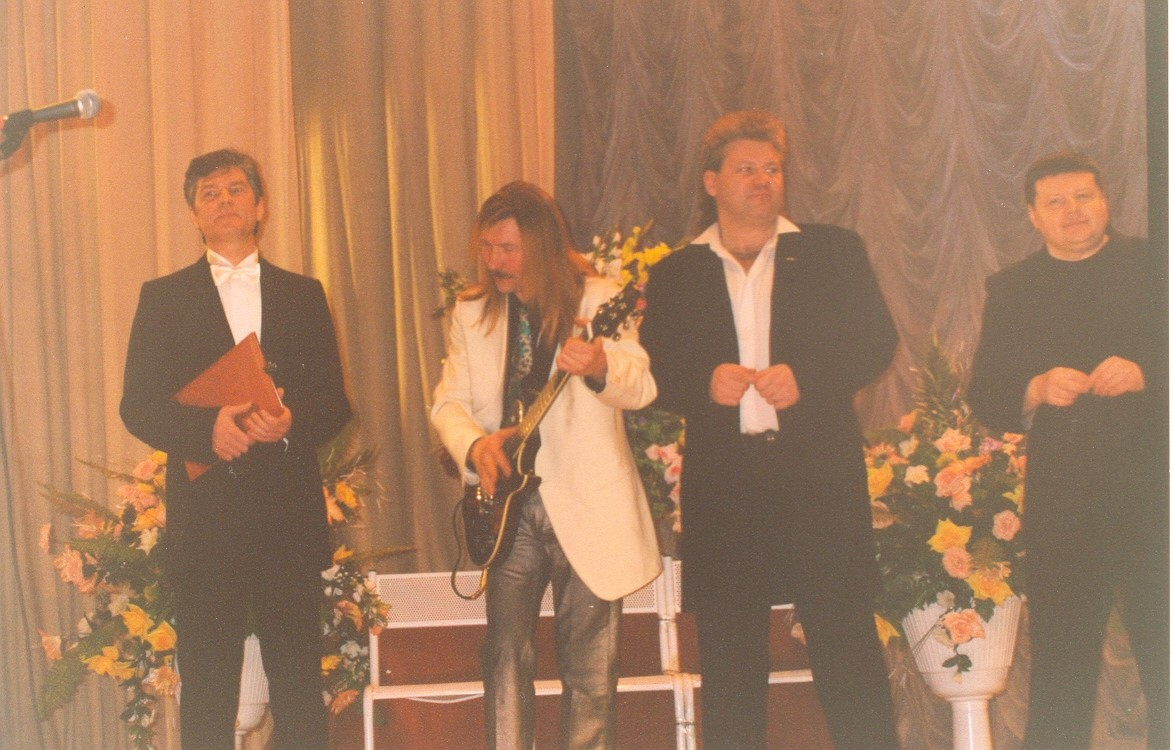
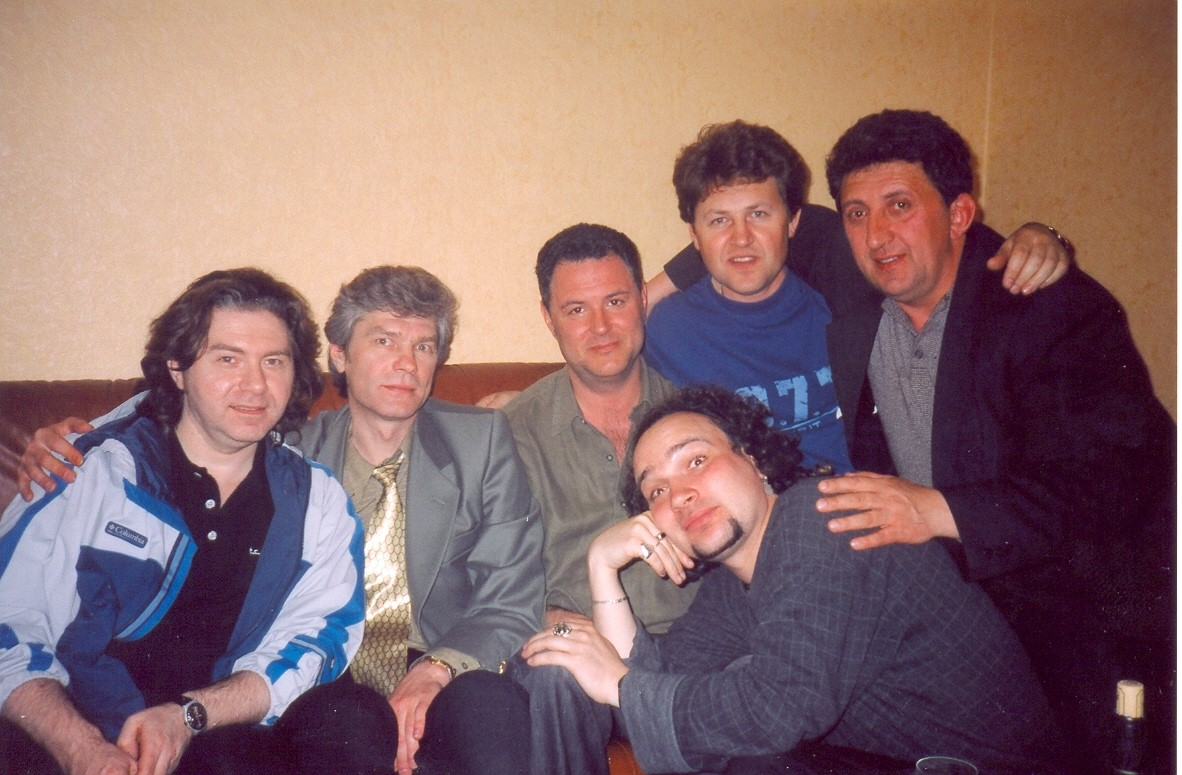

## Общественная деятельность
В рамках работы Благотворительного движения «Золотой Пеликан» организовано и дано более 100 благотворительных мероприятий и концертов.
Организованы подготовительные курсы для подростков-инвалидов, в результате которых они смогли получить высшее юридическое образование — на базе этих курсов в 1996 году открыт Социальный и юридический факультеты в РГПУ им. А. И. Герцена. Своим лучшим достижением для развития театра и эстрады считает Теорию панорамного театра, а также развитие нового направления искусствознания — Песноведение (1998—1999).

## Избранные публикации
- От неизвестного к известности. — 2000.[1]
- Искусство быть актером. — 2000.[1]
- Диалоги о бардовском искусстве. — 1999.[1]
- Загадки смерти поэта: эссе. — 2001.[1]
- Антология чувств. — Спб.: Типография СпбГПУ, 2002. — ISBN 5-7422-0284-9[1]
- Истоки музыкально-поэтических направлений и жанров. Художественная русская песня. — 2019.[6]
- Гамбургский счёт для музыкально-поэтического произведения (песни): эссе. — 2020.[6]

## Награды и признание
- Лауреат 1-го Всесоюзного фестиваля самодеятельного художественного творчества трудящихся (1975—1977)
- Лауреат международного конкурса артистов эстрады (1976, Прага)
- Премия Ленинского комсомола (1988) —  за большую работу по военно-патриотическому воспитанию молодежи
- Победа в конкурсе Министерства образования РФ (1996) — за фильм «Лучшая частная школа» (режиссёр-оператор фильма о частной школе Санкт-Петербурга «Взмах»)
- Премия Георгиевского Союза (2006) — за заслуги в развитии культурного наследия России
- Лауреат международных и всероссийских песенных конкурсов[1]
- Медали: государственные, юбилейные, ведомственных и общественных организаций, почётные знаки.